# امیلیانو تستینی
امیلیانو تستینی (انگلیسی: Emiliano Testini؛ زادهٔ ۹ ژانویهٔ ۱۹۷۷) بازیکن فوتبال اهل ایتالیا است.
از باشگاه‌هایی که در آن بازی کرده‌است می‌توان به باشگاه فوتبال پروجا، باشگاه فوتبال اسپتزیا، باشگاه فوتبال فوجا، باشگاه فوتبال کاتانیا، باشگاه فوتبال تریستیانا، و باشگاه فوتبال اتلتیکو آرتزو اشاره کرد.